# Йосип II (патріарх Константинопольський)
Йосип II (грец. Πατριάρχης Ιωσήφ Β; бл. 1360 — 10 червня 1439) — константинопольський патріарх у 1416—1439 роках, митрополит Ефеський у 1393—1416 роках. Учасник Флорентійського собору. За однією з непідтверджених версій, є сином болгарського царя Івана Шишмана.

## Життєпис

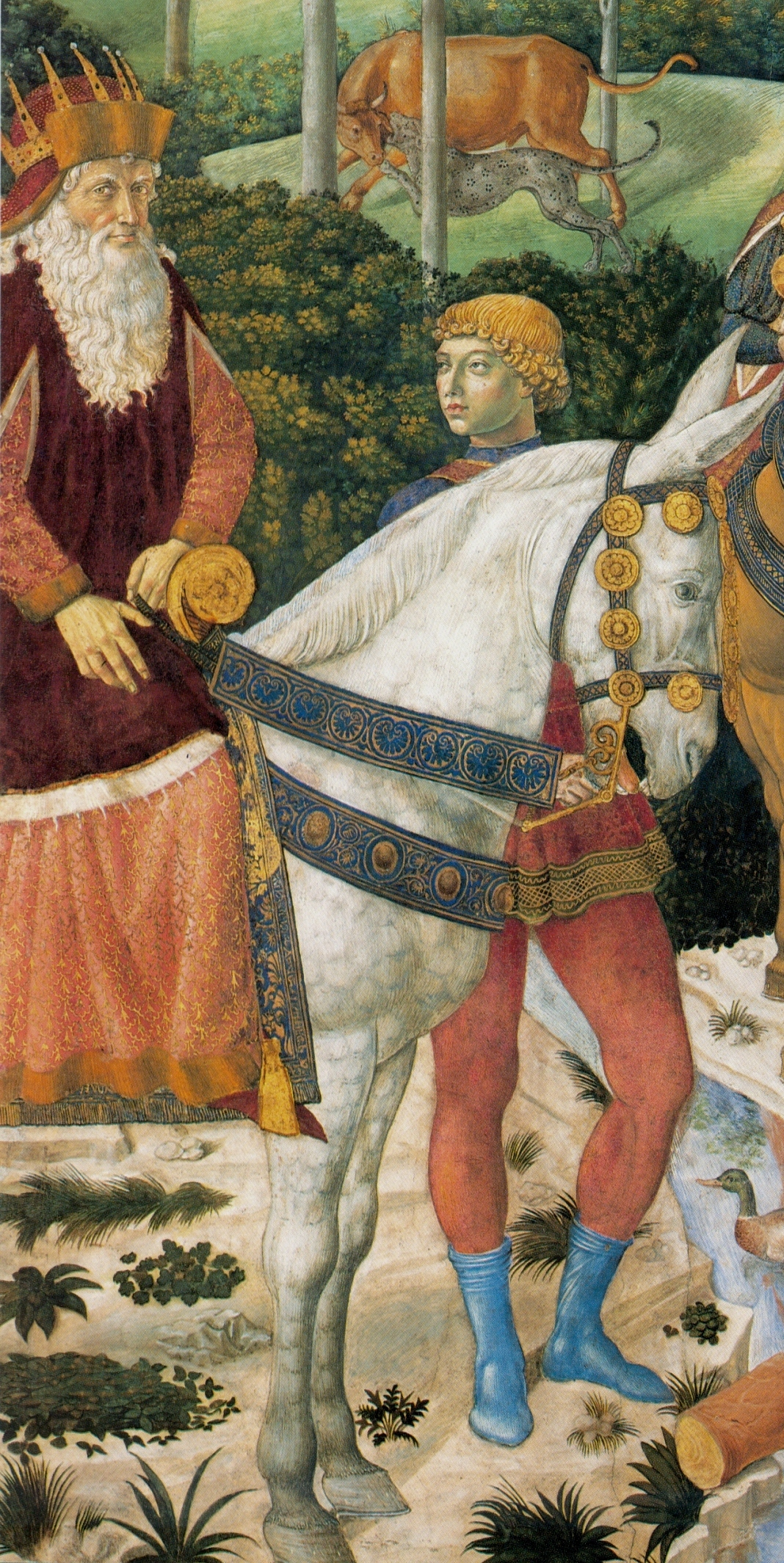
Фреска авторства Беноццо Ґоццолі із зображенням Йосипа II у Каплиці Волхвів у Флоренції

Народився близько 1360 року. За однією з версій, був сином болгарського царя Івана Шишмана. Проте, оскільки цар народився близько 1350 року, і на момент народження патріарха Йосипа II йому було всього 10 років, ця версія є суперечливою.
Про ранні роки Йосипа II відомо дуже мало. Відомо, що майбутній патріарх був ченцем у монастирі на горі Афон.
З 1393 року був митрополитом Ефеським.
21 травня 1416 року ченець Йосип був обраний патріархом Константинопольським Йосипом II.
На посаді патріарха здійснював соборницьку діяльність. Йосип II підтримав візантійського імператора Іоанна VIII у намірах укласти унію з Римо-католицькою церквою.
У 1437 році патріарх відмовився посвятити Іону Одноушева, єпископа рязанського, у митрополити всієї Русі та залишив на цій посаді Ісидора Київського.
У 1439 році патріарх разом з імператором Іоанном VIII відвідав Флоренцію, де відбувся собор, на якому між Католицькою та Православною церквами була укладена Флорентійська унія.
Засідання собору тривали кілька місяців. Через старість патріарх Йосип II був важко хворий. Уже 10 червня 1439 року він помер у Флоренції. Похований там же у соборі Санта-Марія Новелла.